# Генуэзский порт

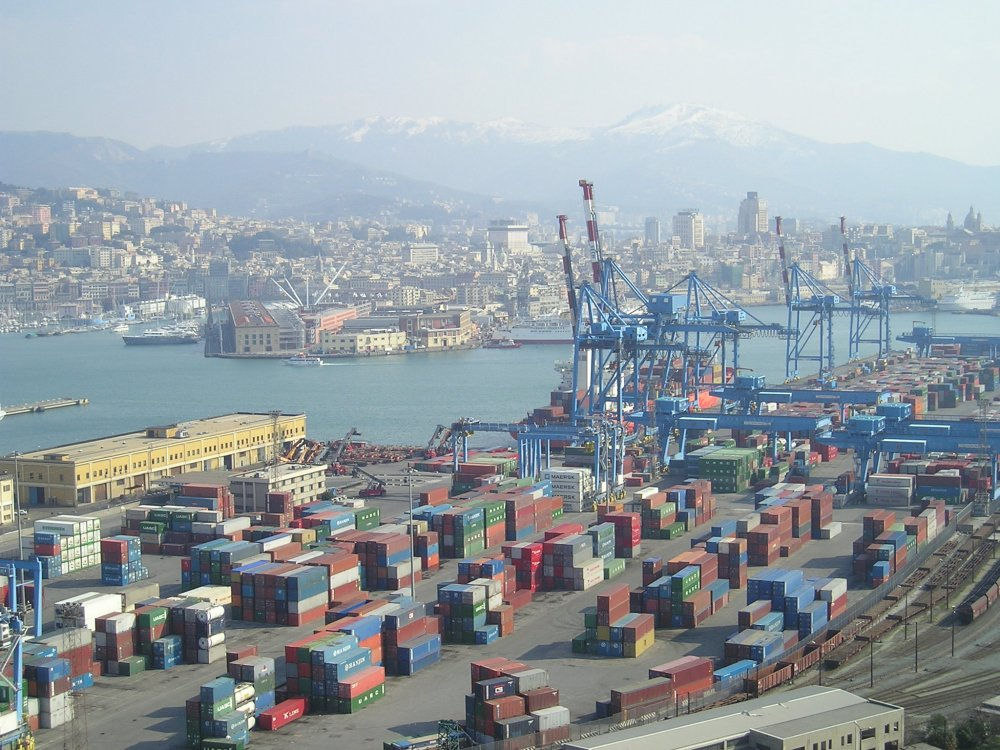
Один из контейнерных терминалов порта и город Генуя на заднем плане

Генуэзский порт — средиземноморский порт Генуи на Лигурийском море.
При торговом объёме в 58,6 миллиона тонн Генуэзский порт занимает первое место по этому показателю в Италии и второе по двадцатифутовому эквиваленту (ДФЭ) после порта Джоя-Тауро, с торговым объёмом в 1,86 миллиона ДФЭ.

## Особенности структуры

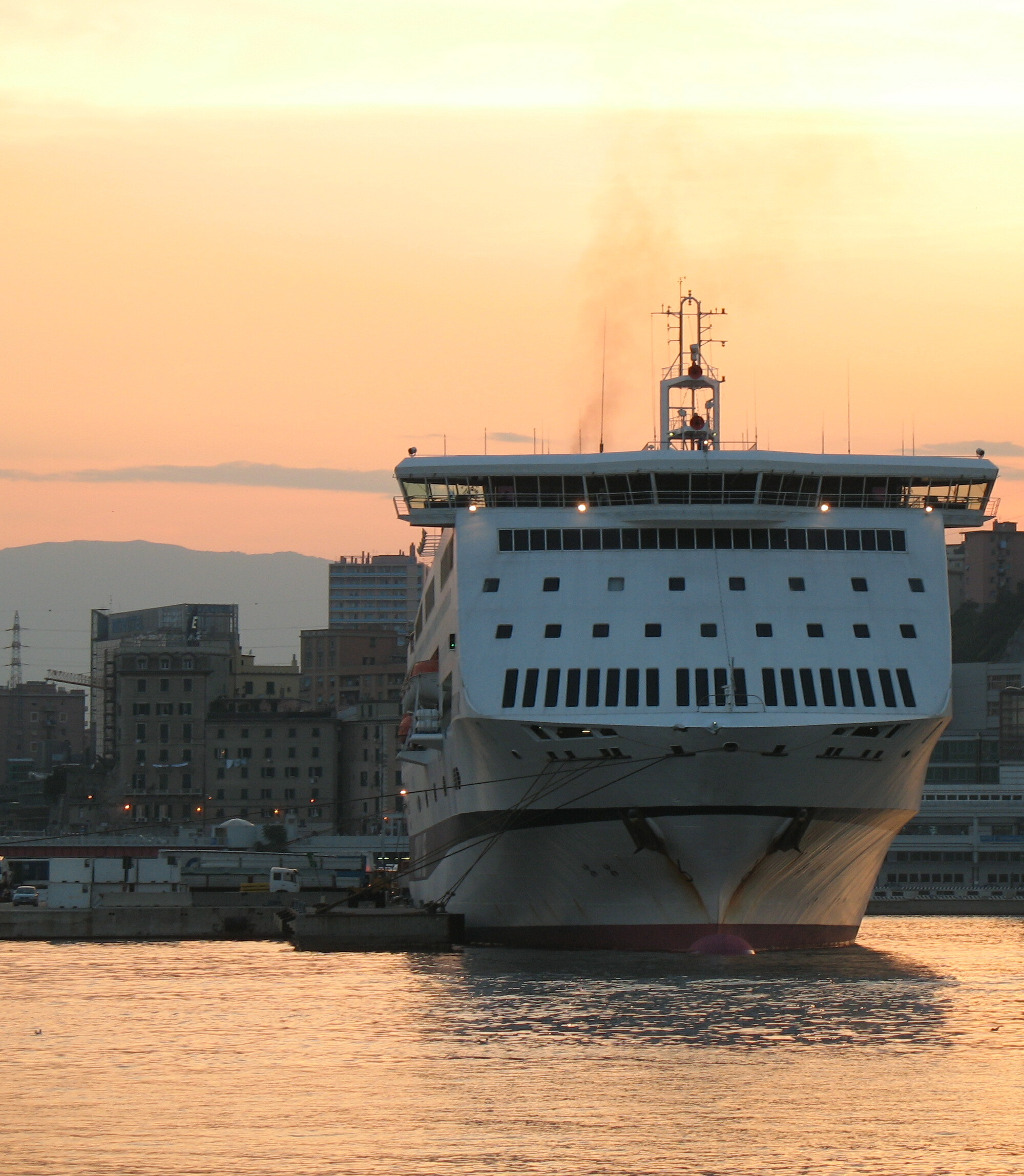
Паромный терминал

Генуэзский порт занимает площадь в 500 гектаров на земле и столько же на воде, он растягивается на 20 км вдоль побережья, с 47 км морского пути и 30 км действующих причалов.
Четыре важнейших входа в порт:
- Восточных вход — обеспечивает доступ к старому порту, к верфям и терминалам Sampierdarena.
- Западный (Cornigliano) вход — используется главным образом кораблями, работающими на причалах ILVA.
- Вход Multedo — для судов, работающих на нефтяных терминалах и для верфей Fincantieri.
- Вход Voltri — на западном конце порта, для судов, работающих на Voltri Terminal Europe.

## Пассажирские терминалы
Причалы пассажирских терминалов занимают площадь в 250 тысяч квадратных метров, с 5 причалами для круизных судов и 13 для паромов. Ежегодная пропускная способность: 4 миллиона паромных пассажиров, 1,5 миллиона автомобилей и 250 000 грузовиков.
Историческая морская станция Ponte dei Mille сегодня является современно оборудованным круизным терминалом, предоставляющий услуги, сравнимые с самыми современными аэропортами в мире, для обеспечения быстрой посадки и высадки тысяч пассажиров на судах последнего поколения.
Третий круизный терминал в настоящее время находится в стадии строительства. Он располагается в области Понте Пароди. Ранее он использовался для перевозок зерна.

## Маяки
Всего в порту два маяка: исторический маяк Лантерна 76 метров в высоту и маленький маяк Punta Vagno на восточном входе в порт.

## Пристани

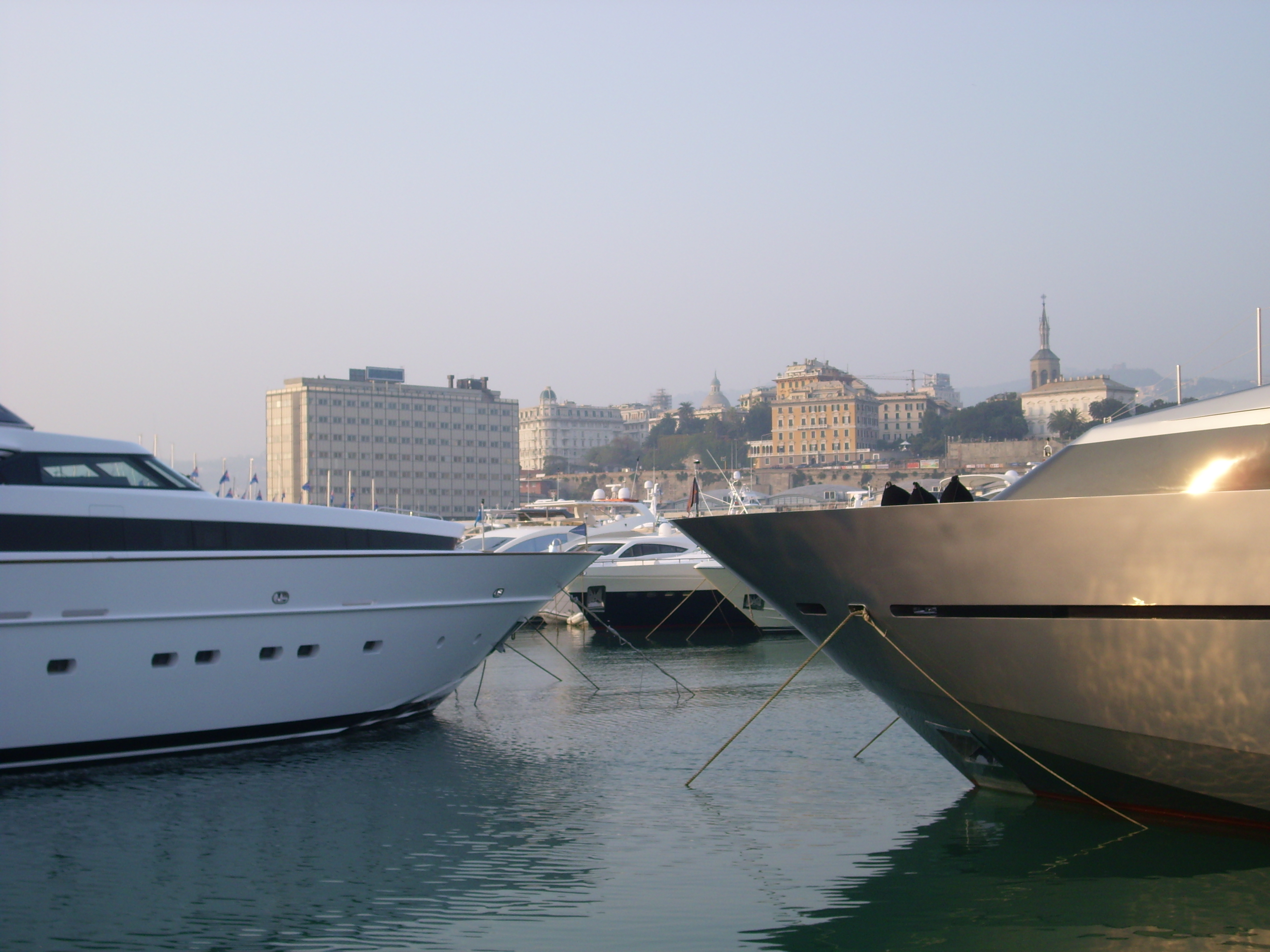
Пристань выставочного центра, международный показ яхт

Помимо товарных и пассажирских терминалов, верфей и других индустриальных и грузовых объектов, в порту есть также несколько пристаней для яхт, где пришвартовано большое количество яхт и лодок.
- Пристань выставочного центра (305 мест).
- Пристань Duca degli Abruzzi, Yacht Club Italiano (350 мест)
- Пристань Molo Vecchio, в области старой гавани (160 мест для яхт до 150 метров)
- Пристань Porto antico (280 мест для яхт до 60 метров)
- Пристань Genova Aeroporto (500 мест, с услугами для суперъяхт)

## Другое
Также здесь расположено учреждение по утилизации судов. Сюда было отбуксировано крупнейшие в истории судно, потерпевшее крушение — круизный лайнер «Коста Конкордия». В течение трёх лет, с 2014 по 2017 гг. судно было разделано на металлолом.